# 鈴木愛子
鈴木 愛子（すずき あいこ、1985年3月16日 - ）は、日本の舞台女優。東京都出身。合同会社きよみず代表。日本新劇俳優協会会員。

## 来歴
玉川大学文学部リベラルアーツ学科卒業。
劇団若草で演劇の基礎を学び、Pカンパニーを経てフリーの役者として活動。
2022年10月、演出家の秋葉由美子とともに演劇の企画を行う合同会社きよみずを設立する。

## 出演
- オペラ『ヘンゼルとグレーテル』 - ヘンゼル 役
- 井上ひさし 作『どうぶつ会議』 - アフリカの象 役
- 小松幹生 作『社員食堂の夜』 - 中本 役
- 菊池寛 作『屋上の狂人』 - 下男 役
- 『金子みすゞの世界』 - 行商人 役
- 清水邦夫 作『楽屋』 - 女優A 役
- ニール・サイモン 作『家庭教師』 - 主人 役
- 松田正隆 作『紙屋悦子の青春』 - ふさ 役
- 蓬莱竜太 作『まほろば』 - キョウコ 役
- 『栄町ひめゆり会館』 - 女学生 役
- ドストエフスキー『罪と罰』より『レクイエム』 - 井上由美子（ナターシャ） 役
- 朗読劇『星の王子さま』 - ヘビ 役
- 『あなたの知らないチェーホフ短編セレクト9』 - 「愚図」ユリア 役、「富籤」イリーナ 役
- 『コオロギからの手紙』 - 松野佳代 役